# Menenches imbrex
Menenches imbrex är en insektsart som beskrevs av Ronald Gordon Fennah 1962. Menenches imbrex ingår i släktet Menenches och familjen Dictyopharidae. Inga underarter finns listade i Catalogue of Life.